# Кирпичный переулок (Санкт-Петербург)
Кирпи́чный переу́лок — переулок в Центральном районе Санкт-Петербурга. Проходит от Малой Морской улицы до набережной реки Мойки.

## История
Первоначально — Выгрузной переулок (с 1769 года). Название связано с тем, что поблизости на набережной реки Мойки производилась разгрузка барж со строительными материалами.

С 1776 по 1822 год — Кирпичная улица. Название связано с тем, что поблизости на пристани производилась выгрузка кирпича.

С 1793 года — современное название.

## Объекты
- Дом 2 / Невский пр., 11 / Малая Морская ул., 2 — доходный дом Александра Трейберга. Построен а 1898—1900 годах по проекту Леонтия Бенуа. В доме жили балерина Наталья Дудинская и ученый-генетик академик Николай Вавилов (установлены мемориальные доски). Включен в реестр объектов культурного наследия.
- Дом 4 — Дом Л. Ф. фон Гауфа, возведён в 1801 году и неоднократно перестраивался, последний раз — в 1912-м году. Купец 1-й гильдии Людвиг Гауф приобрёл участок в 1836-м и перестроил ранее существовавший дом, в 1868-м для следующего владельца купца Ивана Ивановича Крона архитектор Цезарь Кавос провёл реконструкцию входной группы, а в 1874-м Фердинанд Миллер переложил парадную лестницу. В 1912-м архитектор Эрих Густавсон реконструировал мансарду и переоформил парадную лестницу в стиле модерн[2].  781610569370005
- Дом 5/63/18 — Санкт-Петербургский государственный университет промышленных технологий и дизайна
- Дом 8/61/16 — Санкт-Петербургский государственный университет телекоммуникаций имени профессора М. А. Бонч-Бруевича

## Транспорт
Метрополитен: наземный вестибюль станции «Адмиралтейская» 5-й (Фрунзенско-Приморской) линии (дом 1/4).

## Пересечения
Кирпичный переулок граничит или пересекает следующие набережную и улицы:
- Малую Морскую улицу;
- Большую Морскую улицу;
- набережную реки Мойки.